# Lee Eul-yong
Lee Eul-yong (en hangul, 이을용; en hanja, 李 乙容; nacido el 8 de septiembre de 1975 en Taebaek, Gangwon) es un exfutbolista y actual entrenador surcoreano. Jugaba de centrocampista y su último club fue el Gangwon F.C. de Corea del Sur. Actualmente se desempeña como asistente técnico de Cho Deok-je, entrenador del Busan I'Park de la K League 1 de Corea del Sur.

## Trayectoria

### Clubes como futbolista
| Club                            | País          | Año         |
| ------------------------------- | ------------- | ----------- |
| Korea National Railroad         | Corea del Sur | 1995        |
| Sangmu (servicio militar)       | Corea del Sur | 1996 - 1997 |
| Bucheon SK                      | Corea del Sur | 1998 - 2003 |
| Trabzonspor (préstamo)          | Turquía       | 2002 - 2003 |
| Anyang LG Cheetahs / F.C. Seoul | Corea del Sur | 2003 - 2004 |
| Trabzonspor                     | Turquía       | 2004 - 2006 |
| F.C. Seoul                      | Corea del Sur | 2006 - 2008 |
| Gangwon F.C.                    | Corea del Sur | 2009 - 2011 |

### Selección nacional como futbolista
| Club     | País          | Año         |
| -------- | ------------- | ----------- |
| Absoluta | Corea del Sur | 1999 - 2006 |

### Clubes como entrenador
| Club                                | País          | Año             |
| ----------------------------------- | ------------- | --------------- |
| Gangwon F.C. (asistente)            | Corea del Sur | 2012 - 2013     |
| Universidad de Cheongju (asistente) | Corea del Sur | 2015            |
| Cheongchun F.C.                     | Corea del Sur | 2015 - 2016     |
| F.C. Seoul Reserves (asistente)     | Corea del Sur | 2017 - 2018     |
| F.C. Seoul (interino)               | Corea del Sur | 2018            |
| Jeju United (asistente)             | Corea del Sur | 2019            |
| Busan I'Park (asistente)            | Corea del Sur | 2020 - Presente |

## Estadísticas

### Como futbolista

#### Clubes
| Rendimiento de club | Rendimiento de club           | Rendimiento de club | Liga  | Liga  | Copa            | Copa            | Copa de la Liga | Copa de la Liga | Continental | Continental | Total | Total |
| Año                 | Club                          | Liga                | Part. | Goles | Part.           | Goles           | Part.           | Goles           | Part.       | Goles       | Part. | Goles |
| Corea del Sur       | Corea del Sur                 | Corea del Sur       | Liga  | Liga  | KFA Cup         | KFA Cup         | Copa de la Liga | Copa de la Liga | Asia        | Asia        | Total | Total |
| ------------------- | ----------------------------- | ------------------- | ----- | ----- | --------------- | --------------- | --------------- | --------------- | ----------- | ----------- | ----- | ----- |
| 1998                | Bucheon SK                    | K League 1          | 14    | 3     | 2               | 0               | 19              | 0               | -           | -           | 35    | 3     |
| 1999                | Bucheon SK                    | K League 1          | 17    | 1     | 3               | 0               | 8               | 0               | -           | -           | 28    | 1     |
| 2000                | Bucheon SK                    | K League 1          | 27    | 5     | 3               | 0               | 10              | 0               | -           | -           | 40    | 5     |
| 2001                | Bucheon SK                    | K League 1          | 26    | 2     | 1               | 0               | 0               | 0               | -           | -           | 27    | 2     |
| 2002                | Bucheon SK                    | K League 1          | 6     | 0     | 0               | 0               | 1               | 0               | -           | -           | 7     | 0     |
| Turquía             | Turquía                       | Turquía             | Liga  | Liga  | Copa de Turquía | Copa de Turquía | Copa de la Liga | Copa de la Liga | Europa      | Europa      | Total | Total |
| 2002-03             | Trabzonspor                   | Süper Lig           | 19    | 0     | 2               | 0               | -               | -               | -           | -           | 21    | 0     |
| Corea del Sur       | Corea del Sur                 | Corea del Sur       | Liga  | Liga  | KFA Cup         | KFA Cup         | Copa de la Liga | Copa de la Liga | Asia        | Asia        | Total | Total |
| 2003                | Anyang LG Cheetahs / FC Seoul | K League 1          | 17    | 0     | 1               | 0               | -               | -               | -           | -           | 18    | 0     |
| 2004                | Anyang LG Cheetahs / FC Seoul | K League 1          | 10    | 0     | 0               | 0               | 0               | 0               | -           | -           | 10    | 0     |
| Turquía             | Turquía                       | Turquía             | Liga  | Liga  | Copa de Turquía | Copa de Turquía | Copa de la Liga | Copa de la Liga | Europa      | Europa      | Total | Total |
| 2004-05             | Trabzonspor                   | Süper Lig           | 26    | 0     | 3               | 0               | -               | -               | 3           | 0           | 32    | 0     |
| 2005-06             | Trabzonspor                   | Süper Lig           | 29    | 1     | 3               | 0               | -               | -               | 2           | 0           | 34    | 1     |
| Corea del Sur       | Corea del Sur                 | Corea del Sur       | Liga  | Liga  | KFA Cup         | KFA Cup         | Copa de la Liga | Copa de la Liga | Asia        | Asia        | Total | Total |
| 2006                | FC Seoul                      | K League 1          | 14    | 0     | 2               | 0               | 0               | 0               | -           | -           | 16    | 0     |
| 2007                | FC Seoul                      | K League 1          | 22    | 0     | 2               | 0               | 8               | 1               | -           | -           | 32    | 1     |
| 2008                | FC Seoul                      | K League 1          | 21    | 0     | 0               | 0               | 9               | 0               | -           | -           | 30    | 0     |
| 2009                | Gangwon FC                    | K League 1          | 22    | 0     | 1               | 0               | 2               | 0               | -           | -           | 25    | 0     |
| 2010                | Gangwon FC                    | K League 1          | 17    | 0     | 0               | 0               | 0               | 0               | -           | -           | 17    | 0     |
| 2011                | Gangwon FC                    | K League 1          | 19    | 1     | 2               | 0               | 1               | 0               | -           | -           | 22    | 1     |
| Total               | Corea del Sur                 | Corea del Sur       | 232   | 12    | 17              | 0               | 58              | 1               | -           | -           | 307   | 13    |
| Total               | Turquía                       | Turquía             | 74    | 1     | 8               | 0               | -               | -               | 5           | 0           | 87    | 1     |
| Total carrera       | Total carrera                 | Total carrera       | 306   | 13    | 25              | 0               | 58              | 1               | 5           | 0           | 394   | 14    |

#### Selección nacional
Fuente:
| Selección de Corea del Sur | Selección de Corea del Sur | Selección de Corea del Sur |
| Año                        | Part.                      | Goles                      |
| -------------------------- | -------------------------- | -------------------------- |
| 1999                       | 1                          | 0                          |
| 2000                       | 1                          | 0                          |
| 2001                       | 7                          | 0                          |
| 2002                       | 16                         | 1                          |
| 2003                       | 12                         | 1                          |
| 2004                       | 6                          | 0                          |
| 2005                       | 1                          | 0                          |
| 2006                       | 7                          | 1                          |
| Total                      | 51                         | 3                          |

##### Goles internacionales
| No | Fecha                    | Sede                   | Oponente | Gol   | Resultado | Competición                              |
| -- | ------------------------ | ---------------------- | -------- | ----- | --------- | ---------------------------------------- |
| 1. | 29 de junio de 2002      | Daegu, Corea del Sur   | Turquía  | 1 gol | 2-3       | Copa Mundial de Fútbol de 2002           |
| 2. | 29 de septiembre de 2003 | Incheon, Corea del Sur | Nepal    | 1 gol | 16-0      | Clasificación para la Copa Asiática 2004 |
| 3. | 4 de junio de 2006       | Edimburgo, Reino Unido | Ghana    | 1 gol | 1-3       | Partido amistoso                         |

##### Participaciones en fases finales
| Torneo                          | Sede                  | Resultado        | Partidos | Goles |
| ------------------------------- | --------------------- | ---------------- | -------- | ----- |
| Copa de Oro de la Concacaf 2002 | Estados Unidos        | Cuarto puesto    | 5        | 0     |
| Copa Mundial de Fútbol de 2002  | Corea del Sur / Japón | Cuarto puesto    | 4        | 1     |
| Copa Asiática 2004              | China                 | Cuartos de final | 1        | 0     |
| Copa Mundial de Fútbol de 2006  | Alemania              | Fase de grupos   | 2        | 0     |

## Palmarés

### Como futbolista

#### Títulos nacionales
| Título                   | Club        | País          | Año  |
| ------------------------ | ----------- | ------------- | ---- |
| Copa de la Liga de Corea | Bucheon SK  | Corea del Sur | 2000 |
| Copa de Turquía          | Trabzonspor | Turquía       | 2003 |

#### Títulos internacionales
| Título                                | Club (*)                   | Sede     | Año  |
| ------------------------------------- | -------------------------- | -------- | ---- |
| Campeonato de Fútbol del Este de Asia | Selección de Corea del Sur | Yokohama | 2003 |

(*) Incluyendo la selección